# Емлін Г'юз
Емлін Г'юз (англ. Emlyn Hughes; 28 серпня 1947, Барров-ін-Фернесс — 9 листопада 2004, Шеффілд) — англійський футболіст, захисник. По завершенні ігрової кар'єри — тренер.

## Клубна кар'єра
У дорослому футболі дебютував 1964 року виступами за «Блекпул», в якому провів три сезони, взявши участь у 28 матчах чемпіонату.
Своєю грою за команду привернув увагу представників тренерського штабу клубу «Ліверпуль», до складу якого приєднався в лютому 1967 року. Відіграв за мерсісайдців наступні дванадцять сезонів своєї ігрової кар'єри. Більшість часу, проведеного у складі «Ліверпуля», був основним гравцем захисту команди. За цей час чотири рази виборював титул чемпіона Англії, ставав володарем Кубка Англії, дворазовим володарем Кубка УЄФА, дворазовим володарем Кубка чемпіонів УЄФА та володарем Суперкубка УЄФА.
Згодом, з 1979 по 1983 рік, грав у складі команд «Вулвергемптон Вондерерз», «Ротергем Юнайтед», «Халл Сіті» та «Менсфілд Таун». Протягом цих років додав до переліку своїх трофеїв титул володаря Кубка англійської ліги, здобутого у складі «вовків».
Завершив професійну ігрову кар'єру у клубі «Свонсі Сіті», за який виступав протягом 1983—1984 років.

## Виступи за збірні
Протягом 1967—1970 років залучався до складу молодіжної збірної Англії. На молодіжному рівні зіграв у 8 офіційних матчах, забив 1 гол.
1969 року дебютував в офіційних матчах у складі національної збірної Англії. Протягом кар'єри у національній команді, яка тривала 12 років, провів у формі головної команди країни 62 матчі, забивши 1 гол.
У складі збірної був учасником чемпіонату світу 1970 року у Мексиці та чемпіонату Європи 1980 року в Італії.

## Кар'єра тренера
Розпочав тренерську кар'єру 1981 року, ставши граючим тренером клубу «Ротергем Юнайтед». Досвід тренерської роботи обмежився цим клубом.
Помер 9 листопада 2004 року в себе вдома в Шеффілді від пухлини головного мозку, з якою боровся довгий час.

## Титули і досягнення

### Командні
- Чемпіон Англії (4):

«Ліверпуль»: 1972-73, 1975-76, 1976-77, 1978-79
- Володар Кубка Англії (1):

«Ліверпуль»: 1973-74
- Володар Кубка англійської ліги (1):

«Вулвергемптон Вондерерз»: 1979-80
- Володар Суперкубка Англії (3):

«Ліверпуль»: 1974, 1976, 1977
- Володар Кубка чемпіонів УЄФА (2):

«Ліверпуль»: 1976-77, 1977-78
- Володар Кубка УЄФА (2):

«Ліверпуль»: 1972-73, 1975-76
- Володар Суперкубка Європи (1):

«Ліверпуль»: 1977

### Особисті
- Футболіст року за версією АФЖ: 1977